# Spalax arenarius
Spalax arenarius är en däggdjursart som beskrevs av Reshetnik 1939. Spalax arenarius ingår i släktet Spalax och familjen mullvadsråttor. IUCN kategoriserar arten globalt som starkt hotad. Inga underarter finns listade i Catalogue of Life.
Individerna når en kroppslängd (huvud och bål) av 19 till 27,5 cm, saknar svans och väger 380 till 660 g. Allmänt är honor mindre än hannar. På ovansidan förekommer halmfärgad päls med inslag av grått och huvudets päls är ljusgrå utan gula nyanser. Endast kamliknande strukturer från nosen till varje öra är halmfärgade som bålen. Undersidan är täckt av grå päls (utan gul inslag).
Denna mullvadsråtta förekommer i södra Ukraina söder om Dnepr vid flodens mynning i Svarta havet. Habitatet utgörs av grässtäpper med sandig jord. Arten äter olika växter som fältmartorn (Eryngium campestre), fältmalört (Artemisia campestris) och arter av haverrotssläktet (Tragopogon). Parningen sker främst i mars och ungarna föds i april eller maj. Ungarna diar sin mor cirka en månad.
Spalax arenarius gräver liksom andra mullvadsråttor komplexa tunnelsystem och gångarna som används för att leta efter föda är upp till 200 meter långa samt 40 till 50 cm djupa. Boets centrala kammare ligger ungefär en meter under markytan. Som hos den europeiska mullvaden skapas jordhögar vid tunnlarnas utgångar. De är 20 till 45 cm höga med en diameter av 35 till 93 cm. Arten jagas bland annat av rävar, mårddjur, fri gående hundar och rovlevande fåglar.

## Bildgalleri

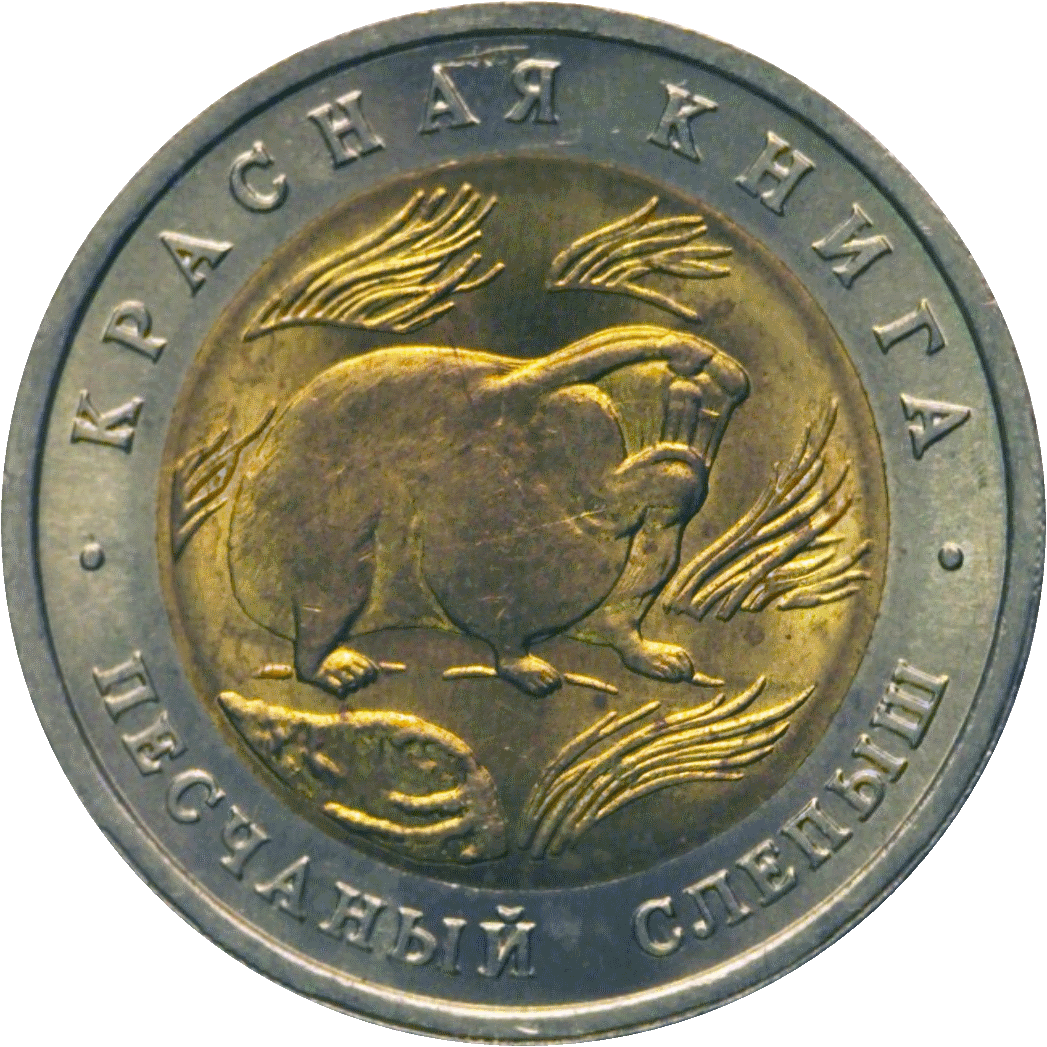